# Otyś
Otyś (forma żeńska Otyś/Otysiowa, liczba mnoga Otysiowie) – polskie nazwisko. Nosi je około 59 osób. Najwięcej osób o tym nazwisku mieszka na terenie Warszawy.
Nazwisko stosunkowo rzadkie, znajduje się poza grupą 20 tysięcy najpopularniejszych nazwisk w Polsce.

## Występowanie
Najwięcej osób noszących to nazwisko zamieszkuje powiaty:
- Warszawa – 27
- Ostrołęka – 13
- Lidzbark Warmiński – 4
- Puławy – 4
- Ostrołęka –  3 (miasto)
- Białystok – 3 (miasto)
- Legionowo – 2
- Augustów – 2
- Ostrów Mazowiecka – 1

## Znane osoby noszące to nazwisko
- Hanna Otyś ps. Sława – porucznik, komendantka Wojskowej Służby Kobiet – Rejon III Grochów w powstaniu warszawskim[3][4]
- Jerzy Otyś – pułkownik WP, konstruktor lotniczy, wykładowca teorii silników lotniczych na Wojskowej Akademii Technicznej w Warszawie[5][6].
- Łukasz Otyś – zawodnik City CC Warszawa Yeti, uczestnik Mistrzostw Polski w Curlingu 2009, członek Kadry Narodowej Mężczyzn[7].
- Zygmunt Otyś ps. Zygmunt (1920-1986) – powstaniec warszawski w stopniu strzelca, żołnierz AK i AL[8],uczestnik walk o PAST-ę[9].